# Оскар (кинопремия, 2012)
84-я церемония вручения премии «Оскар» за заслуги в области кинематографа за 2011 год состоялась 26 февраля 2012 года в театре «Кодак» в Лос-Анджелесе. Номинанты в 24-х категориях были объявлены президентом Академии кинематографических искусств и наук Томом Шераком и актрисой Дженнифер Лоуренс 24 января 2012 года.
Ведущим церемонии был утвержден комик Эдди Мёрфи, однако 9 ноября 2011 года президент Академии кинематографических искусств и наук Том Шерак сообщил, что в связи с гомофобскими высказываниями Бретта Ратнера (который предложил Мёрфи стать ведущим) комик не может быть ведущим церемонии.
Новым ведущим церемонии стал комик Билли Кристал, который вёл «Оскар» уже девятый раз. В США церемония транслировалась каналом ABC, а в России трансляцию проводил «Первый канал».
Лучшим фильмом стала романтическая комедия Мишеля Хазанавичуса «Артист», а сам Хазанавичус получил статуэтку за лучшую режиссёрскую работу. Лучшим актёром был признан Жан Дюжарден, лучшей актрисой — Мерил Стрип. За роли второго плана «Оскара» удостоились Кристофер Пламмер (ставший самым пожилым актёром, когда-либо получавшим премию) и Октавия Спенсер. Специальным номером церемонии стало выступление прославленного канадского цирка Дю Солей.

## Изменения в правилах
14 июня 2011 года президент Академии Том Шерак объявил, что в правилах появятся изменения:
- «Лучший фильм»: финальный выбор полотен теперь может варьироваться от пяти до девяти. Процесс голосования по картинам останется прежним (с использованием метода преференциального голосования), однако теперь фильмы, получившие как минимум 5 процентов голосов, будут допущены в шорт-лист[13].
- «Лучший анимационный полнометражный фильм»: правила были изменены, чтобы предоставить категории больше гибкости и позволить находиться в шорт-листе большему количеству номинантов[13].
- «Лучший документальный полнометражный фильм»: ранее до шорт-листа допускались только те картины, которые шли в кинотеатрах в промежутке между 1 сентября и 31 августа следующего за наградным года. Теперь же все фильмы, которые показывались с 1 января по 31 декабря, могли бороться за статуэтку[13].
- «Лучшие визуальные эффекты»: за несколько недель до объявления номинантов предыдущих церемоний члены академии публиковали официальное заявление, в котором указывались семь фильмов, пять из которых войдут в шорт-лист. Но теперь эта цифра поменялась и может варьироваться от трёх до пяти[13].

## Список событий
| Дата                         | Событие                                                                                           |
| ---------------------------- | ------------------------------------------------------------------------------------------------- |
| Пятница, 13 января 2012      | Голосование номинаций закрывается в 5:00 вечера PST (01:00, 13 января, UTC) (8:00 вечера EST)     |
| Вторник, 24 января 2012      | Объявление номинантов в 5:38 утра PST (13:38 UTC) (8:38 утра EST) в театре Samuel Goldwyn Theater |
| Среда, 1 февраля 2012        | Последний день отправки бюллетеней                                                                |
| Понедельник, 6 февраля 2012  | Завтрак номинантов                                                                                |
| Суббота, 11 февраля 2012     | Вручение наград в категории «Научно-технические достижения»                                       |
| Вторник, 21 февраля 2012     | Закрытие голосования в 5:00 вечера PST (01:00, 21 февраля UTC) (8:00 вечера EST)                  |
| Воскресенье, 26 февраля 2012 | 84-я церемония вручения премии «Оскар»                                                            |

## Список номинантов и победителей
Количество наград/общее количество номинаций:
- 5/11: «Хранитель времени»;
- 5/10: «Артист»;
- 0/6: «Человек, который изменил всё» / «Боевой конь»;
- 1/5: «Девушка с татуировкой дракона» / «Потомки»;
- 1/4: «Прислуга» / «Полночь в Париже»;
- 0/3: «Шпион, выйди вон!» / «Древо жизни» / «Таинственный Альберт Ноббс» / «Гарри Поттер и Дары Смерти. Часть 2» / «Трансформеры 3: Тёмная сторона Луны»;
- 2/2: «Железная леди»;
- 1/2: «Развод Надера и Симин»;
- 0/2: «Жутко громко и запредельно близко» / «7 дней и ночей с Мэрилин» / «Девичник в Вегасе».

Здесь приведён полный список номинантов и победителей премии.
| Победители выделены отдельным цветом. |

### Основные категории
| Категории                                                        | Номинанты и победители                                                                 | Номинанты и победители                                                                          | Номинанты и победители                                                                          | Номинанты и победители                                                                          |                                   |
| ---------------------------------------------------------------- | -------------------------------------------------------------------------------------- | ----------------------------------------------------------------------------------------------- | ----------------------------------------------------------------------------------------------- | ----------------------------------------------------------------------------------------------- | --------------------------------- |
| Лучший фильм Награду вручал Том Круз                             | • «Артист» — Тома Лангманн                                                             | • «Артист» — Тома Лангманн                                                                      | • «Артист» — Тома Лангманн                                                                      | • «Артист» — Тома Лангманн                                                                      |                                   |
| Лучший фильм Награду вручал Том Круз                             | • «Боевой конь» — Стивен Спилберг, Кэтлин Кеннеди                                      |                                                                                                 |                                                                                                 |                                                                                                 |                                   |
| Лучший фильм Награду вручал Том Круз                             | • «Человек, который изменил всё» — Майкл Де Лука, Рэйчел Хоровитц, Брэд Питт           |                                                                                                 |                                                                                                 |                                                                                                 |                                   |
| Лучший фильм Награду вручал Том Круз                             | • «Потомки» — Джим Берк, Джим Тейлор, Александр Пэйн                                   |                                                                                                 |                                                                                                 |                                                                                                 |                                   |
| Лучший фильм Награду вручал Том Круз                             | • «Древо жизни» — Деде Гарднер, Сара Грин, Грант Хилл, Билл Полад                      |                                                                                                 |                                                                                                 |                                                                                                 |                                   |
| Лучший фильм Награду вручал Том Круз                             | • «Полночь в Париже» — Летти Аронсон, Стивен Тененбаум                                 |                                                                                                 |                                                                                                 |                                                                                                 |                                   |
| Лучший фильм Награду вручал Том Круз                             | • «Прислуга» — Брюнсон Грин, Крис Коламбус, Майкл Барнатан                             |                                                                                                 |                                                                                                 |                                                                                                 |                                   |
| Лучший фильм Награду вручал Том Круз                             | • «Хранитель времени» — Грэм Кинг, Мартин Скорсезе                                     |                                                                                                 |                                                                                                 |                                                                                                 |                                   |
| Лучший фильм Награду вручал Том Круз                             | • «Жутко громко и запредельно близко» — Скотт Рудин                                    |                                                                                                 |                                                                                                 |                                                                                                 |                                   |
| Лучшая режиссёрская работа Награду вручал Майкл Дуглас           |                                                                                        | • Мишель Хазанавичус — «Артист»                                                                 | • Мишель Хазанавичус — «Артист»                                                                 | • Мишель Хазанавичус — «Артист»                                                                 |                                   |
| Лучшая режиссёрская работа Награду вручал Майкл Дуглас           | • Александр Пэйн — «Потомки»                                                           |                                                                                                 |                                                                                                 |                                                                                                 |                                   |
| Лучшая режиссёрская работа Награду вручал Майкл Дуглас           | • Вуди Аллен — «Полночь в Париже»                                                      |                                                                                                 |                                                                                                 |                                                                                                 |                                   |
| Лучшая режиссёрская работа Награду вручал Майкл Дуглас           | • Мартин Скорсезе — «Хранитель времени»                                                |                                                                                                 |                                                                                                 |                                                                                                 |                                   |
| Лучшая режиссёрская работа Награду вручал Майкл Дуглас           | • Терренс Малик — «Древо жизни»                                                        |                                                                                                 |                                                                                                 |                                                                                                 |                                   |
| Лучшая мужская роль Награду вручала Натали Портман               |                                                                                        | • Жан Дюжарден — «Артист» (за роль Джорджа Валентина)                                           | • Жан Дюжарден — «Артист» (за роль Джорджа Валентина)                                           | • Жан Дюжарден — «Артист» (за роль Джорджа Валентина)                                           |                                   |
| Лучшая мужская роль Награду вручала Натали Портман               | • Демиан Бичир — «Лучшая жизнь» (за роль Карлоса Галиндо)                              |                                                                                                 |                                                                                                 |                                                                                                 |                                   |
| Лучшая мужская роль Награду вручала Натали Портман               | • Джордж Клуни — «Потомки» (за роль Мэтта Кинга)                                       |                                                                                                 |                                                                                                 |                                                                                                 |                                   |
| Лучшая мужская роль Награду вручала Натали Портман               | • Гэри Олдмен — «Шпион, выйди вон!» (за роль Джорджа «Нищего» Смайли)                  |                                                                                                 |                                                                                                 |                                                                                                 |                                   |
| Лучшая мужская роль Награду вручала Натали Портман               | • Брэд Питт — «Человек, который изменил всё» (за роль Билли Бина)                      |                                                                                                 |                                                                                                 |                                                                                                 |                                   |
| Лучшая женская роль Награду вручал Колин Ферт                    |                                                                                        | • Мерил Стрип — «Железная леди» (за роль 71-го премьер-министра Великобритании Маргарет Тэтчер) | • Мерил Стрип — «Железная леди» (за роль 71-го премьер-министра Великобритании Маргарет Тэтчер) | • Мерил Стрип — «Железная леди» (за роль 71-го премьер-министра Великобритании Маргарет Тэтчер) |                                   |
| Лучшая женская роль Награду вручал Колин Ферт                    | • Гленн Клоуз — «Таинственный Альберт Ноббс» (за роль Альберта Ноббса)                 |                                                                                                 |                                                                                                 |                                                                                                 |                                   |
| Лучшая женская роль Награду вручал Колин Ферт                    | • Виола Дэвис — «Прислуга» (за роль Эйбилин Кларк)                                     |                                                                                                 |                                                                                                 |                                                                                                 |                                   |
| Лучшая женская роль Награду вручал Колин Ферт                    | • Руни Мара — «Девушка с татуировкой дракона» (за роль Лисбет Саландер)                |                                                                                                 |                                                                                                 |                                                                                                 |                                   |
| Лучшая женская роль Награду вручал Колин Ферт                    | • Мишель Уильямс — «7 дней и ночей с Мэрилин» (за роль Мэрилин Монро)                  |                                                                                                 |                                                                                                 |                                                                                                 |                                   |
| Лучшая мужская роль второго плана Награду вручала Мелисса Лео    |                                                                                        | • Кристофер Пламмер — «Начинающие» (за роль Хэла)                                               | • Кристофер Пламмер — «Начинающие» (за роль Хэла)                                               | • Кристофер Пламмер — «Начинающие» (за роль Хэла)                                               |                                   |
| Лучшая мужская роль второго плана Награду вручала Мелисса Лео    | • Кеннет Брана — «7 дней и ночей с Мэрилин» (за роль Лоренса Оливье)                   |                                                                                                 |                                                                                                 |                                                                                                 |                                   |
| Лучшая мужская роль второго плана Награду вручала Мелисса Лео    | • Джона Хилл — «Человек, который изменил всё» (за роль Питера Бренда)                  |                                                                                                 |                                                                                                 |                                                                                                 |                                   |
| Лучшая мужская роль второго плана Награду вручала Мелисса Лео    | • Ник Нолти — «Воин» (за роль Пэдди Конлона)                                           |                                                                                                 |                                                                                                 |                                                                                                 |                                   |
| Лучшая мужская роль второго плана Награду вручала Мелисса Лео    | • Макс фон Сюдов — «Жутко громко и запредельно близко» (за роль Томаса Шелла-старшего) |                                                                                                 |                                                                                                 |                                                                                                 |                                   |
| Лучшая женская роль второго плана Награду вручал Кристиан Бейл   |                                                                                        | • Октавия Спенсер — «Прислуга» (за роль Минни Джексон)                                          | • Октавия Спенсер — «Прислуга» (за роль Минни Джексон)                                          | • Октавия Спенсер — «Прислуга» (за роль Минни Джексон)                                          |                                   |
| Лучшая женская роль второго плана Награду вручал Кристиан Бейл   | • Беренис Бежо — «Артист» (за роль Пеппи Миллер)                                       |                                                                                                 |                                                                                                 |                                                                                                 |                                   |
| Лучшая женская роль второго плана Награду вручал Кристиан Бейл   | • Джессика Честейн — «Прислуга» (за роль Селии Фут)                                    |                                                                                                 |                                                                                                 |                                                                                                 |                                   |
| Лучшая женская роль второго плана Награду вручал Кристиан Бейл   | • Мелисса Маккарти — «Девичник в Вегасе» (за роль Меган)                               |                                                                                                 |                                                                                                 |                                                                                                 |                                   |
| Лучшая женская роль второго плана Награду вручал Кристиан Бейл   | • Джанет Мактир — «Таинственный Альберт Ноббс» (за роль Хьюберт Пейдж)                 |                                                                                                 |                                                                                                 |                                                                                                 |                                   |
| Лучший оригинальный сценарий Награду вручала Анджелина Джоли     |                                                                                        | • Вуди Аллен — «Полночь в Париже»                                                               | • Вуди Аллен — «Полночь в Париже»                                                               | • Вуди Аллен — «Полночь в Париже»                                                               | • Вуди Аллен — «Полночь в Париже» |
| Лучший оригинальный сценарий Награду вручала Анджелина Джоли     | • Мишель Хазанавичус — «Артист»                                                        |                                                                                                 |                                                                                                 |                                                                                                 |                                   |
| Лучший оригинальный сценарий Награду вручала Анджелина Джоли     | • Энни Мумоло, Кристен Уиг — «Девичник в Вегасе»                                       |                                                                                                 |                                                                                                 |                                                                                                 |                                   |
| Лучший оригинальный сценарий Награду вручала Анджелина Джоли     | • Джей Си Чендор — «Предел риска»                                                      |                                                                                                 |                                                                                                 |                                                                                                 |                                   |
| Лучший оригинальный сценарий Награду вручала Анджелина Джоли     | • Асгар Фархади — «Развод Надера и Симин»                                              |                                                                                                 |                                                                                                 |                                                                                                 |                                   |
| Лучший адаптированный сценарий Награду вручала Анджелина Джоли   |                                                                                        | • Александр Пэйн, Нат Факсон, Джим Раш — «Потомки»                                              |                                                                                                 |                                                                                                 |                                   |
| Лучший адаптированный сценарий Награду вручала Анджелина Джоли   | • Бриджет О’Коннор, Питер Строхан — «Шпион, выйди вон!»                                |                                                                                                 |                                                                                                 |                                                                                                 |                                   |
| Лучший адаптированный сценарий Награду вручала Анджелина Джоли   | • Джон Логан — «Хранитель времени»                                                     |                                                                                                 |                                                                                                 |                                                                                                 |                                   |
| Лучший адаптированный сценарий Награду вручала Анджелина Джоли   | • Джордж Клуни, Грант Хеслов, Бо Уиллимон — «Мартовские иды»                           |                                                                                                 |                                                                                                 |                                                                                                 |                                   |
| Лучший адаптированный сценарий Награду вручала Анджелина Джоли   | • Стивен Заиллян, Аарон Соркин, Стэн Червин — «Человек, который изменил всё»           |                                                                                                 |                                                                                                 |                                                                                                 |                                   |
| Лучший анимационный полнометражный фильм Награду вручал Крис Рок | • «Ранго» — Гор Вербински                                                              | • «Ранго» — Гор Вербински                                                                       | • «Ранго» — Гор Вербински                                                                       | • «Ранго» — Гор Вербински                                                                       |                                   |
| Лучший анимационный полнометражный фильм Награду вручал Крис Рок | • «Кошачья жизнь» — Ален Гагноль, Жан-Лу Фелисиоли                                     |                                                                                                 |                                                                                                 |                                                                                                 |                                   |
| Лучший анимационный полнометражный фильм Награду вручал Крис Рок | • «Чико и Рита» — Фернандо Труэба, Хавьер Марискаль                                    |                                                                                                 |                                                                                                 |                                                                                                 |                                   |
| Лучший анимационный полнометражный фильм Награду вручал Крис Рок | • «Кунг-фу панда-2» — Дженнифер Юх Нельсон                                             |                                                                                                 |                                                                                                 |                                                                                                 |                                   |
| Лучший анимационный полнометражный фильм Награду вручал Крис Рок | • «Кот в сапогах» — Крис Миллер                                                        |                                                                                                 |                                                                                                 |                                                                                                 |                                   |
| Лучший фильм на иностранном языке Награду вручала Сандра Буллок  | • «Развод Надера и Симин» (Иран) — Асгар Фархади                                       | • «Развод Надера и Симин» (Иран) — Асгар Фархади                                                | • «Развод Надера и Симин» (Иран) — Асгар Фархади                                                | • «Развод Надера и Симин» (Иран) — Асгар Фархади                                                |                                   |
| Лучший фильм на иностранном языке Награду вручала Сандра Буллок  | • «Быкоголовый» (Бельгия) — Майкл Р. Роскам                                            |                                                                                                 |                                                                                                 |                                                                                                 |                                   |
| Лучший фильм на иностранном языке Награду вручала Сандра Буллок  | • «Сноска» (Израиль) — Йосеф Сидар                                                     |                                                                                                 |                                                                                                 |                                                                                                 |                                   |
| Лучший фильм на иностранном языке Награду вручала Сандра Буллок  | • «Во мраке» (Польша) — Агнешка Холланд                                                |                                                                                                 |                                                                                                 |                                                                                                 |                                   |
| Лучший фильм на иностранном языке Награду вручала Сандра Буллок  | • «Месье Лазар» (Канада) — Филипп Фалардо                                              |                                                                                                 |                                                                                                 |                                                                                                 |                                   |

### Другие категории
| Категории                                                                                               | Номинанты и победители                                                                                       | Номинанты и победители                                                                       |                                                             |
| --- | --- | -------------------------------------------------------------------------------------------- | ----------------------------------------------------------- |
| Лучшая музыка к фильму Награду вручали Оуэн Уилсон и Пенелопа Крус                                      | | • «Артист» — Людовик Бурсе                                                                   |                                                             |
| Лучшая музыка к фильму Награду вручали Оуэн Уилсон и Пенелопа Крус                                      | • «Шпион, выйди вон!» — Альберто Иглесиас                                                                    |                                                                                              |                                                             |
| Лучшая музыка к фильму Награду вручали Оуэн Уилсон и Пенелопа Крус                                      | • «Хранитель времени» — Говард Шор                                                                           |                                                                                              |                                                             |
| Лучшая музыка к фильму Награду вручали Оуэн Уилсон и Пенелопа Крус                                      | • «Приключения Тинтина: Тайна „Единорога“» — Джон Уильямс                                                    |                                                                                              |                                                             |
| Лучшая музыка к фильму Награду вручали Оуэн Уилсон и Пенелопа Крус                                      | • «Боевой конь» — Джон Уильямс                                                                               |                                                                                              |                                                             |
| Лучшая песня к фильму Награду вручали Уилл Феррелл и Зак Галифианакис                                   | • «Man or Muppet» — «Маппеты» — музыка и слова: Брэт Маккензи                                                | • «Man or Muppet» — «Маппеты» — музыка и слова: Брэт Маккензи                                |                                                             |
| Лучшая песня к фильму Награду вручали Уилл Феррелл и Зак Галифианакис                                   | • «Real in Rio» — «Рио» — Сержио Мендес, Карлиньос Браун (музыка), Сида Гарретт (слова)                      |                                                                                              |                                                             |
| Лучшая операторская работа Награду вручал Том Хэнкс                                                     | • «Хранитель времени» — Роберт Ричардсон                                                                     | • «Хранитель времени» — Роберт Ричардсон                                                     |                                                             |
| Лучшая операторская работа Награду вручал Том Хэнкс                                                     | • «Артист» — Гийом Шиффман                                                                                   |                                                                                              |                                                             |
| Лучшая операторская работа Награду вручал Том Хэнкс                                                     | • «Девушка с татуировкой дракона» — Джефф Кроненвет                                                          |                                                                                              |                                                             |
| Лучшая операторская работа Награду вручал Том Хэнкс                                                     | • «Древо жизни» — Эммануэль Любецки                                                                          |                                                                                              |                                                             |
| Лучшая операторская работа Награду вручал Том Хэнкс                                                     | • «Боевой конь» — Януш Камински                                                                              |                                                                                              |                                                             |
| Лучшие визуальные эффекты Награду вручали Бен Стиллер и Эмма Стоун                                      | • «Хранитель времени» — Роберт Легато, Джосс Уильямс, Бен Гроссманн, Алекс Хеннинг                           | • «Хранитель времени» — Роберт Легато, Джосс Уильямс, Бен Гроссманн, Алекс Хеннинг           |                                                             |
| Лучшие визуальные эффекты Награду вручали Бен Стиллер и Эмма Стоун                                      | • «Гарри Поттер и Дары Смерти. Часть 2» — Тим Берк, Дэвид Викери, Грег Батлер, Джон Ричардсон                |                                                                                              |                                                             |
| Лучшие визуальные эффекты Награду вручали Бен Стиллер и Эмма Стоун                                      | • «Живая сталь» — Эрик Нэш, Джон Розенгрант, Дэнни Гордон Тэйлор, Свен Гиллберг                              |                                                                                              |                                                             |
| Лучшие визуальные эффекты Награду вручали Бен Стиллер и Эмма Стоун                                      | • «Восстание планеты обезьян» — Джо Леттери, Дэн Леммон, Р. Кристофер Уайт, Дэниел Барретт                   |                                                                                              |                                                             |
| Лучшие визуальные эффекты Награду вручали Бен Стиллер и Эмма Стоун                                      | • «Трансформеры 3: Тёмная сторона Луны» — Скотт Фаррар, Скотт Бенца, Мэттью Е. Батлер, Джон Фрэйзьер         |                                                                                              |                                                             |
| Лучшая работа художника-постановщика Награду вручал Том Хэнкс                                           | | • «Хранитель времени» — Данте Ферретти, Франческа Ло Скьяво                                  | • «Хранитель времени» — Данте Ферретти, Франческа Ло Скьяво |
| Лучшая работа художника-постановщика Награду вручал Том Хэнкс                                           | • «Артист» — Лоуренс Беннетт, Роберт Гулд                                                                    |                                                                                              |                                                             |
| Лучшая работа художника-постановщика Награду вручал Том Хэнкс                                           | • «Гарри Поттер и Дары Смерти. Часть 2» — Стюарт Крэйг, Стефани Макмиллан                                    |                                                                                              |                                                             |
| Лучшая работа художника-постановщика Награду вручал Том Хэнкс                                           | • «Полночь в Париже» — Энн Сейбель, Хелен Дюбрей                                                             |                                                                                              |                                                             |
| Лучшая работа художника-постановщика Награду вручал Том Хэнкс                                           | • «Боевой конь» — Рик Картер, Ли Сандалес                                                                    |                                                                                              |                                                             |
| Лучший дизайн костюмов Награду вручали Дженнифер Лопес и Камерон Диас                                   | • «Артист» — Марк Бриджес                                                                                    | • «Артист» — Марк Бриджес                                                                    |                                                             |
| Лучший дизайн костюмов Награду вручали Дженнифер Лопес и Камерон Диас                                   | • «Аноним» — Лизи Кристл                                                                                     |                                                                                              |                                                             |
| Лучший дизайн костюмов Награду вручали Дженнифер Лопес и Камерон Диас                                   | • «Хранитель времени» — Сэнди Пауэлл                                                                         |                                                                                              |                                                             |
| Лучший дизайн костюмов Награду вручали Дженнифер Лопес и Камерон Диас                                   | • «Джейн Эйр» — Майкл О’Коннор                                                                               |                                                                                              |                                                             |
| Лучший дизайн костюмов Награду вручали Дженнифер Лопес и Камерон Диас                                   | • «МЫ. Верим в любовь» — Арианн Филлипс                                                                      |                                                                                              |                                                             |
| Лучший монтаж Награду вручали Тина Фей и Брэдли Купер                                                   | • «Девушка с татуировкой дракона» — Энгус Уолл, Кирк Бакстер                                                 | • «Девушка с татуировкой дракона» — Энгус Уолл, Кирк Бакстер                                 |                                                             |
| Лучший монтаж Награду вручали Тина Фей и Брэдли Купер                                                   | • «Артист» — Анн-Софи Бион, Мишель Хазанавичус                                                               |                                                                                              |                                                             |
| Лучший монтаж Награду вручали Тина Фей и Брэдли Купер                                                   | • «Потомки» — Кевин Тент                                                                                     |                                                                                              |                                                             |
| Лучший монтаж Награду вручали Тина Фей и Брэдли Купер                                                   | • «Хранитель времени» — Тельма Скунмейкер                                                                    |                                                                                              |                                                             |
| Лучший монтаж Награду вручали Тина Фей и Брэдли Купер                                                   | • «Человек, который изменил всё» — Кристофер Теллефсен                                                       |                                                                                              |                                                             |
| Лучший грим Награду вручали Дженнифер Лопес и Камерон Диас                                              | • «Железная леди» — Марк Кулир, Дж. Рой Хелланд                                                              | • «Железная леди» — Марк Кулир, Дж. Рой Хелланд                                              |                                                             |
| Лучший грим Награду вручали Дженнифер Лопес и Камерон Диас                                              | • «Таинственный Альберт Ноббс» — Мартиал Корневилль, Линн Джонсон, Мэттью В. Мангл                           |                                                                                              |                                                             |
| Лучший грим Награду вручали Дженнифер Лопес и Камерон Диас                                              | • «Гарри Поттер и Дары Смерти. Часть 2» — Ник Дадмэн, Аманда Найт, Лиза Томблин                              |                                                                                              |                                                             |
| Лучший звук Награду вручали Тина Фей и Брэдли Купер                                                     | • «Хранитель времени» — Том Флайшмен, Джон Миджли                                                            | • «Хранитель времени» — Том Флайшмен, Джон Миджли                                            |                                                             |
| Лучший звук Награду вручали Тина Фей и Брэдли Купер                                                     | • «Девушка с татуировкой дракона» — Дэвид Паркер, Майкл Семаник, Рен Клайс, Бо Перссон                       |                                                                                              |                                                             |
| Лучший звук Награду вручали Тина Фей и Брэдли Купер                                                     | • «Человек, который изменил всё» — Деб Адэр, Рон Бошар, Дэвид Джиаммарко, Эд Новик                           |                                                                                              |                                                             |
| Лучший звук Награду вручали Тина Фей и Брэдли Купер                                                     | • «Трансформеры 3: Тёмная сторона Луны» — Грег П. Расселл, Гэри Саммерс, Джеффри Дж. Хабуш, Питер Дж. Девлин |                                                                                              |                                                             |
| Лучший звук Награду вручали Тина Фей и Брэдли Купер                                                     | • «Боевой конь» — Гэри Райдстром, Энди Нельсон, Том Джонсон, Стюарт Уилсон                                   |                                                                                              |                                                             |
| Лучший звуковой монтаж Награду вручали Тина Фей и Брэдли Купер                                          | • «Хранитель времени» — Филип Стоктон, Юджин Джирти                                                          | • «Хранитель времени» — Филип Стоктон, Юджин Джирти                                          |                                                             |
| Лучший звуковой монтаж Награду вручали Тина Фей и Брэдли Купер                                          | • «Драйв» — Лон Бендер, Виктор Рэй Эннис                                                                     |                                                                                              |                                                             |
| Лучший звуковой монтаж Награду вручали Тина Фей и Брэдли Купер                                          | • «Девушка с татуировкой дракона» — Рен Клайс                                                                |                                                                                              |                                                             |
| Лучший звуковой монтаж Награду вручали Тина Фей и Брэдли Купер                                          | • «Трансформеры 3: Тёмная сторона Луны» — Этан Ван дер Рин, Эрик Аадаль                                      |                                                                                              |                                                             |
| Лучший звуковой монтаж Награду вручали Тина Фей и Брэдли Купер                                          | • «Боевой конь» — Гэри Райдстром, Ричард Гимнс                                                               |                                                                                              |                                                             |
| Лучший документальный полнометражный фильм Награду вручали Роберт Дауни мл. и Гвинет Пэлтроу            | • «Непобеждённые» — Т. Дж. Мартин, Дэниел Линдсей, Рич Миддлмас                                              | • «Непобеждённые» — Т. Дж. Мартин, Дэниел Линдсей, Рич Миддлмас                              |                                                             |
| Лучший документальный полнометражный фильм Награду вручали Роберт Дауни мл. и Гвинет Пэлтроу            | • «Пина» — Вим Вендерс, Жан-Пьеро Рингель                                                                    |                                                                                              |                                                             |
| Лучший документальный полнометражный фильм Награду вручали Роберт Дауни мл. и Гвинет Пэлтроу            | • «В ад и обратно» — Данфунг Деннис, Майк Лернер                                                             |                                                                                              |                                                             |
| Лучший документальный полнометражный фильм Награду вручали Роберт Дауни мл. и Гвинет Пэлтроу            | • «Если дерево упадёт» — Маршалл Карри, Сэм Куллман                                                          |                                                                                              |                                                             |
| Лучший документальный полнометражный фильм Награду вручали Роберт Дауни мл. и Гвинет Пэлтроу            | • «Потерянный рай 3» — Джо Берлингер, Брюс Синофски                                                          |                                                                                              |                                                             |
| Лучший документальный короткометражный фильм Награду вручал актёрский состав фильма «Девичник в Вегасе» | • «Спасая лица» — Шармин Обэйд-Чиной, Дэниел Юнге                                                            | • «Спасая лица» — Шармин Обэйд-Чиной, Дэниел Юнге                                            |                                                             |
| Лучший документальный короткометражный фильм Награду вручал актёрский состав фильма «Девичник в Вегасе» | • «Бирмингемский цирюльник: Полевой солдат движения за гражданские права» — Робин Фрайдей, Гэйл Долджин      |                                                                                              |                                                             |
| Лучший документальный короткометражный фильм Награду вручал актёрский состав фильма «Девичник в Вегасе» | • «Бог — это большой Элвис» — Ребекка Каммиса, Джули Андерсон                                                |                                                                                              |                                                             |
| Лучший документальный короткометражный фильм Награду вручал актёрский состав фильма «Девичник в Вегасе» | • «Инцидент в Новом Багдаде» — Джеймс Спайон                                                                 |                                                                                              |                                                             |
| Лучший документальный короткометражный фильм Награду вручал актёрский состав фильма «Девичник в Вегасе» | • «Цунами и вишнёвый цветок» — Люси Уокер, Кира Карстенсен                                                   |                                                                                              |                                                             |
| Лучший анимационный короткометражный фильм Награду вручал актёрский состав фильма «Девичник в Вегасе»   | • «Фантастические летающие книги мистера Морриса Лессмора» — Уильям Джойс, Брэндон Олденбург                 | • «Фантастические летающие книги мистера Морриса Лессмора» — Уильям Джойс, Брэндон Олденбург |                                                             |
| Лучший анимационный короткометражный фильм Награду вручал актёрский состав фильма «Девичник в Вегасе»   | • «Воскресенье» — Патрик Дойон                                                                               |                                                                                              |                                                             |
| Лучший анимационный короткометражный фильм Награду вручал актёрский состав фильма «Девичник в Вегасе»   | • «Луна» — Энрико Касароса                                                                                   |                                                                                              |                                                             |
| Лучший анимационный короткометражный фильм Награду вручал актёрский состав фильма «Девичник в Вегасе»   | • «Утренняя прогулка» — Грант Орчард, Сью Гоффи                                                              |                                                                                              |                                                             |
| Лучший анимационный короткометражный фильм Награду вручал актёрский состав фильма «Девичник в Вегасе»   | • «Дикая жизнь» — Уэнди Тилби, Аманда Форбис                                                                 |                                                                                              |                                                             |
| Лучший игровой короткометражный фильм Награду вручал актёрский состав фильма «Девичник в Вегасе»        | • «Берег» — Терри Джордж, Орла Джордж                                                                        | • «Берег» — Терри Джордж, Орла Джордж                                                        |                                                             |
| Лучший игровой короткометражный фильм Награду вручал актёрский состав фильма «Девичник в Вегасе»        | • «Пентекост» — Питер Макдональд, Эймир О’Кейн                                                               |                                                                                              |                                                             |
| Лучший игровой короткометражный фильм Награду вручал актёрский состав фильма «Девичник в Вегасе»        | • «Раджу» — Макс Заль, Стефан Джирен                                                                         |                                                                                              |                                                             |
| Лучший игровой короткометражный фильм Награду вручал актёрский состав фильма «Девичник в Вегасе»        | • «Путешествие во вчерашний день» — Эндрю Боулер, Джиджи Кози                                                |                                                                                              |                                                             |
| Лучший игровой короткометражный фильм Награду вручал актёрский состав фильма «Девичник в Вегасе»        | • «По ту сторону Атлантики» — Галльвар Уитцо (дисквалификация)                                               |                                                                                              |                                                             |

### Почётный «Оскар»

#### Премия «Оскар» за выдающиеся заслуги в кинематографе
- Джеймс Эрл Джонс (актёр);
- Дик Смит[англ.] (создатель современного грима, стоявший над внешностью Марлона Брандо, Роберта Де Ниро и Дастина Хоффмана[16]).

#### Награда имени Джина Хершолта
- Опра Уинфри (телеведущая).

## Аналитика
С традиционным открытием так называемого «наградного сезона» в начале декабря 2011 года Национальный совет кинокритиков США подвёл киноитоги года уходящего. Лучшим актёром был признан Джордж Клуни за исполнение главной роли в драме «Потомки», актрисой — Тильда Суинтон за «Что-то не так с Кевином». Главным фильмом совет назвал «Хранителя времени» Мартина Скорсезе, а сам он получил статус лучшего режиссёра.
По первым результатам от совета кинокритики стали делать устоявшиеся прогнозы на номинантов и победителей «оскаровской» гонки.

### «Лучший фильм»
Так, в качестве ключевых претендентов на победу в категории «Лучший фильм» чаще всего назывались «Потомки», «Артист», «Шпион, выйди вон!», «Прислуга», «Хранитель времени», «Полночь в Париже» и «Человек, который изменил всё».
Обозреватель сайта ropeofsilicon.com Брэд Бревет выделял четырёх лидеров: «Артиста», «Хранителя времени», «Древо жизни» и «Потомков». По его мнению, ближе всего к статуэтке за фильм года были пэйновские «Потомки». Согласно отзыву Дэйва Каргера из Entertainment Weekly, датированного 17 января, значительное количество номинаций «Шпиона» и «Драйва» на премию BAFTA увеличило их шансы на выдвижение в категории «Лучший фильм», однако было уже слишком поздно, чтобы академики поменяли своё решение.
Приблизившись вплотную к дате объявления номинантов, критики сделали окончательные предсказывания (большая часть прогноза оправдалась):
1. «Хранитель времени» (реж. Мартин Скорсезе) — в главных ролях Аса Баттерфилд и Хлоя Морец.
2. «Боевой конь» (реж. Стивен Спилберг) — в главной роли Джереми Ирвин.
3. «Артист» (реж. Мишель Хазанавичус) — в главной роли Жан Дюжарден.
4. «Потомки» (реж. Александр Пэйн) — в главной роли Джордж Клуни.
5. «Человек, который изменил всё» (реж. Беннетт Миллер) — в главной роли Брэд Питт.
6. «Полночь в Париже» (реж. Вуди Аллен) — в главных ролях Оуэн Уилсон и Рэйчел Макадамс.
7. «Прислуга» (реж. Тейт Тейлор) — в главных ролях Виола Дэвис и Эмма Стоун.
8. «Девушка с татуировкой дракона» (реж. Дэвид Финчер) — в главных ролях Дэниел Крэйг и Руни Мара.
9. «Шпион, выйди вон!» (реж. Томас Альфредсон) — в главных ролях Гэри Олдмен и Колин Фёрт.
10. «Древо жизни» (реж. Терренс Малик) — в главных ролях Брэд Питт и Шон Пенн.

Представление к главной награде ленты Стивена Долдри «Жутко громко и запредельно близко» вызвало огромное негодование в кругах журналистов и аналитиков. Об этом говорит мнение Ксена Брукса, обозревателя газеты The Guardian, попросту назвавшего фильм «худшим номинантом на основную статуэтку за всю историю „Оскара“».

## Критика
Церемония была отрицательно воспринята большинством кинокритиков по всему миру, которые порицали ведущего Билли Кристала за его неудачные шутки. Один из них назвал церемонию «оглушительным зевком», а некоторые обратили внимание на то, что Кристал — более старая и жёсткая версия прошлогодних неуклюжих Джеймса Франко и Энн Хэтэуэй.

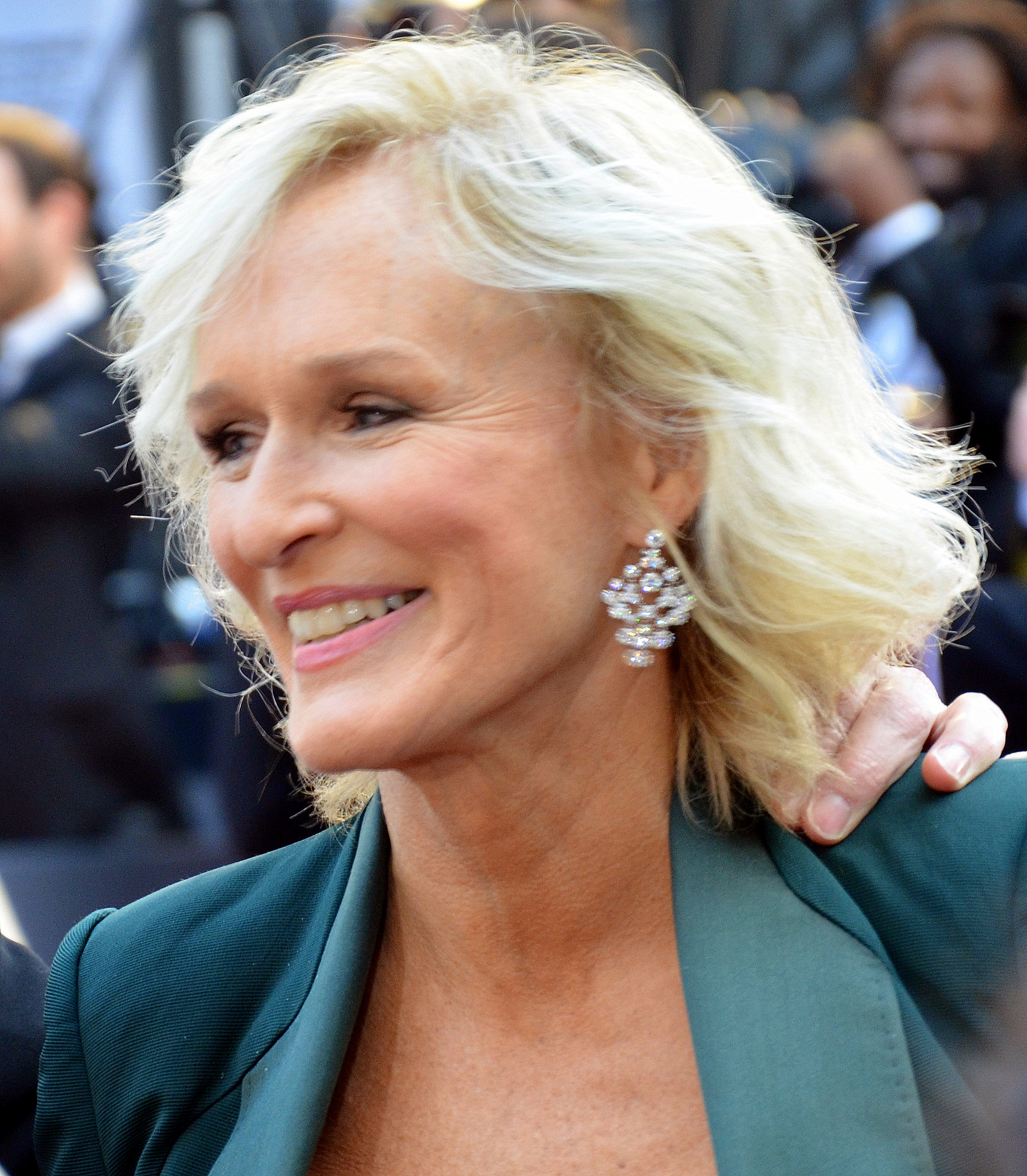
Гленн Клоуз на красной дорожке

Журналист газеты USA Today Роберт Бьянко сказал, что «Кристал поступил неправильно, вернувшись назад и взяв лучшее из прошлых церемоний», а обозреватель The Hollywood Reporter Тодд Гилкрист назвал ведущего «расистом» из-за сценки, пародирующей фильм «Полночь в Париже», в которой Билли, загримированный под музыканта Сэмми Дэвиса, заявляет о том, что они идут убивать Гитлера. Кроме того, Тим Гудмен из того же The Hollywood Reporter сказал:
…Колоссальное несчастие прошлого года [речь идёт о Франко и Хэтэуэй] было забыто из-за осторожного, несмешного, ретро-катастрофичного Кристала, который травил шутки, над которыми неоднократно сам и смеялся…
— Тим Гудмен
Были же и те, кому церемония понравилась. Алессандра Стэнли из The New York Times написала, что Кристал на эту церемонию принёс глоток свежего воздуха Голливуда старых лет: «Вся ночь выглядела так, как будто это бодрое ралли AARP. Начал это Морган Фримен, за которым последовал и сам Кристал, вернувшись на должность ведущего уже в девятый раз».
По мнению некоторых мировых киноаналитиков, Мерил Стрип никак не должна была победить в номинации «Лучшая женская роль», статуэтка предназначалась Виоле Дэвис. Победу Стрип аналитики объясняют тем, что «Железная леди» — лента компании Харви Вайнштейна The Weinstein Company, который имеет большое влияние на членов Академии. Кроме того, успех «Артиста», права на которого принадлежат вайнштейновской же компании, также связывали с его именем. Ещё за месяц до церемонии журнал «Афиша» предсказывал триумф картины производства страны Франция, заметив, что в 2012 году «Харви Вайнштейн будет сам себе раздавать „Оскаров“».

## Курьезы и скандалы
- Комик Саша Барон Коэн, сыгравший в «Хранителе времени», за несколько дней до награждения сообщил Академии, что хочет появиться на красной дорожке в образе адмирал-генерала Аладина из грядущего фильма «Диктатор»[29]. На следующий день члены Академии отозвали билет актёра на мероприятие, заявив, что «красная дорожка — не место для ёрничества»[30]. Позже академики опубликовали официальное заявление, в котором опровергли то, что Коэну запрещено появляться на дорожке в таком наряде, тем самым подтвердив то, что комик может прийти на церемонию в одежде того самого диктатора[31]. Уже на красной дорожке «Оскара» Коэн, который пришёл в сопровождении двух девушек-телохранителей, высыпал чей-то прах из урны прямо на дорожку, вскоре после чего вообще покинул церемонию[32]. По словам самого Коэна, прах принадлежал недавно почившему лидеру КНДР Ким Чен Иру[32].
- Актриса Анджелина Джоли, вручавшая «Оскар» за лучшие сценарии года, пришла на церемонию в платье с высоким разрезом в его нижней части[33]. При вручении наград, а также во время позирования фотографам, она демонстрировала свою правую ногу, причем делала это настолько навязчиво, что после вручения статуэток все модные критики мира обсуждали именно этот случай, а не наряды знаменитостей[33]. Сценаристы Нат Факсон и Джим Раш, получившие статуэтку из рук Джоли, спародировали её позу прямо на сцене. Этот курьез получил большую популярность в Интернете, было сделано множество фотожаб, кто-то даже создал специальный аккаунт в Твиттере, который якобы ведётся правой ногой актрисы[33].

## Рекорды церемонии
- В ряде СМИ «Артист», победивший в номинации «Лучший фильм», был назван первой немой кинолентой с 1927 года, получившей «Оскар» в главной категории[34]. Однако согласно стандартам 1920-х годов «Артиста» нельзя отнести к немым кинолентам[35].
- Фильм «Артист» является первой французской картиной, ставшей обладательницей статуэтки в основной номинации, а сыгравший в нём Жан Дюжарден — первым французским актёром, удостоенным «Оскара» за всю историю награждения[36].
- Мерил Стрип побила собственный рекорд, став обладательницей 17-й номинации на «Оскар» и третьей премии, и тем самым является самой «оскароносной» актрисой в мире после Кэтрин Хепбёрн и Ингрид Бергман[37].
- Кристофер Пламмер стал самым пожилым актёром в истории, когда-либо получавшим премию «Оскар»[38].
- Виола Дэвис стала второй афроамериканской актрисой в истории «Оскара», номинированной на премию дважды. Первой была Вупи Голдберг[39].
- Победитель в категории «Лучший оригинальный сценарий» Вуди Аллен стал самым пожилым человеком в истории «Оскара», получившим премию за лучший сценарий (оригинальный или адаптированный)[40].
- «Развод Надера и Симин», победивший в номинации «Лучший фильм на иностранном языке», стал первым иранским фильмом, когда-либо выигравшим статуэтку в этой категории[41].
- В категории «Лучшая песня» победитель впервые выбирался всего из двух номинантов[42].
- «Человек, который изменил всё» стал первым фильмом о бейсболе со времён «Поля его мечты» (1989), номинированным в главной номинации[43].